# Amnon Raz-Krakotzkin
Amnon "Nono" Ephraim Raz-Krakotzkin, né en 1958 à Jérusalem, est un universitaire israélien. Lecteur à l’université Ben Gourion du Néguev de Beersheva où il enseigne l’histoire du judaïsme, il est davantage connu pour ses prises de position politiques en faveur d'un État binational en Palestine.

## Éléments biographiques
Amnon Ephraim Raz-Krakotzkin naît à Jérusalem et commence sa carrière comme professeur dans un lycée de sa ville natale. Il effectue un second cycle à l’Université hébraïque de Jérusalem sous la direction du Pr Reuven Bonfil et soutient son mémoire sur « la censure et l’édition : église catholique et littérature hébraïque au XVIe siècle ». Il achève ensuite un doctorat à l’institut Cohen pour la philosophie des sciences de l’université de Tel Aviv et produit « exil et souveraineté » sous l’égide du Pr Amos Funkenstein en 1996, où il s’intéresse à la description du passé juif médiéval par l’historiographie sioniste. Ce travail lui vaudra le prix Shaza"r récompensant les contributions à l’histoire du sionisme en 2006.
Il devient Enseignant-chercheur à l'institut des recherches avancées de Berlin (Wissenschaftskolleg zu Berlin) et y siège toujours comme membre du comité pour le projet examinant les visions historiques, politiques et culturelles dans les rapports entre l’Europe et le Moyen-Orient. Il est aussi membre de l’Institute for Advanced Jewish Studies de l’université de Pennsylvanie entre 1992 et 2004 ainsi que du comité de publications du centre Zalman Shazar depuis 2002.
Il dirige actuellement la section d’études interdisciplinaires de l’Université Ben Gourion du Néguev et enseigne à l’Académie Sapir de cinéma.

## Publications
A. E. Raz-Krakotzkin est notamment l'auteur de :
- Exil et souveraineté, La Fabrique, 2007.
- (en) The Censor, the Editor and the Text, University of Pennsylvanya Press, 2007.